# 유령 (일본)

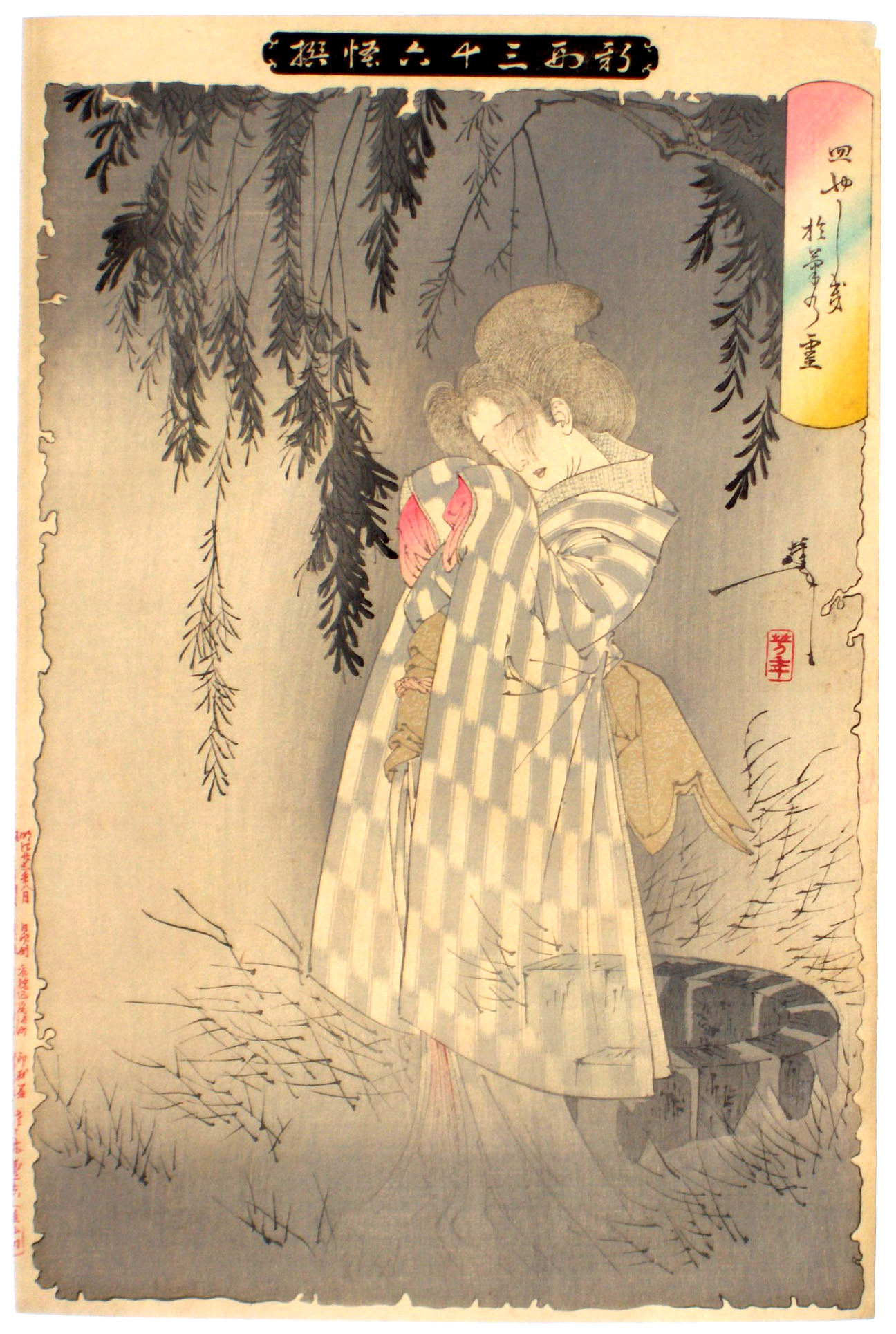
일본의 근대 우키요에 작가인 츠키오카 요시토시의 《신형삽십육괴선》 가운데 〈접시 위에 나타난 국화 유령〉

일본의 유령(일본어: 日本の幽霊)은 일본의 문화에서 죽은 사람에 대한 인식 가운데 하나이다. 일반적으로 다른 문화에서 받아들여지는 유령의 개념과는 조금 다른 일본만의 독특한 인식이 있다. 일본에는 사람이 죽으면 성불한다는 관념이 있어 이렇게 죽은 사람이 생전의 모습으로 나타나는 경우도 유령이라 표현하고, 한국의 귀신과 같이 죽은 사람의 영혼이 나타났다고 여겨지는 경우도 유령이라 부른다. 이 외에도 요괴에 가까운 존재들도 유령으로 취급되기도 한다.

## 특징
일본의 문화 속에서 유령은 무엇인가 요구하거나 알리기 위해 나타난다고 믿어지고 있다. 때로는 그것이 원한이나 복수와 같은 극단적인 것일 수도 있다. 싸움에서 전사한 경우에는 유령이 되지 않는다는 속설도 있지만 많은 설화나 예술에서 최후의 처참한 모습을 한 무사는 자주 등장하는 소재이다. 예를 들어 《헤이케모노가타리》에 등장하는 무사의 유령이 있다.
일본의 유령은 이 생에서 못다한 일에 대한 미련이나 집착이 남아 그것을 대신하여 주기를 청하며 이승에 대한 여한이 해소되면 소멸하는 것으로 묘사된다. 이는 삶과 죽음에 대한 불교의 관점이 일본 문화 속에서 독특한 관념을 형성한 것으로 일본에서는 유령이 여한없이 소멸하는 것을 "성불하였다"고 표현한다.
섬나라인 일본에서는 바다와 관련된 설화도 많아 유령선을 소재로 한 이야기도 있다.
20세기에 들어 심령주의의 영향으로 죽은 사람이 아닌 각종 자연과 인격화 된 영적 존재가 유령의 개념 안에 포섭되었다. 예를 들어 수호령이나 보호령, 부유령, 자연령, 동물령과 같은 표현들이 등장하게 된다.

## 문학과 예술
에도 시대에 들어 각종 괴담이 크게 유행하면서 유령에 대한 전설도 유행하였다. 《우게쓰 이야기》, 《보단도로》(牡丹灯籠), 《요쓰야 괴담》 등이 유명하다. 이러한 괴담의 유행과 더불어 우키요에와 각종 연극 등에서 유령은 자주 다루어지는 소재가 되었다.
에도 시대에 형성된 유령에 대한 통념은 오늘날까지 이어져 현재의 일본 대중 문화 속에서도 흔한 소재로 사용된다. 이러한 유령에 대한 이미지는 일본의 문화와 함께 다른 나라로도 전파되었다. 대만민국의 대중 문화 속에 표현되는 유령의 경우에도 일본의 유령에서 기원한 이미지가 드물지 않게 보인다.

## 같이 보기
- 유령
- 요괴
- 일본의 괴담